# Liste von Persönlichkeiten der Stadt Perg
Diese Liste der Persönlichkeiten der Stadt Perg enthält Persönlichkeiten, die mit der oberösterreichischen Stadtgemeinde Perg im Mühlviertel in Verbindung stehen.
Die Liste erhebt keinen Anspruch auf Vollständigkeit und enthält neben Einzelpersonen auch Vereine/Teams, die Persönlichkeiten hervorgebracht haben.

## Marktrichter von Perg
Die folgenden Perger Persönlichkeiten waren Marktrichter im Markt Perg:
- 1566 Dionysi Rainpacher
- 1576 Matthias Pop
- 1580 Dionysius Rainpacher
- 1582 Wolf Han
- 1584 Peter Pruggner
- 1596 Lienhard Lanß, Vater von Thomas Lansius
- 1597 Christoph Alkhofer
- 1603 Petr Pruggner
- 1605 Andre Hunger
- 1609 Georg Schlehmayr
- 1621 Hans Dorffner
- 1636 Sigmund Spiz
- 1637 Urban Schlesmayr
- 1641 Ernst Aman
- 1645 Urban Lechner
- 1647 Gregor Dirnperger
- 1657 Sebastian Piberhofer
- 1659 Georg Hagenauer
- 1662 Dionysius Niedermayr
- 1663 Georg Hagenauer
- 1682 Dionysius Niedermayr
- 1682 Stephan Khößinger
- 1691 Hans Frieß
- 1694 Stephan Johann Hagenauer
- 1707 Michael Werfer JOHANN EHRNREICH HOLZMANN 1660. Inschrift
- 1723 Ehrnreich Holzmann
- 1727 Johann Josef Gererstorfer
- 1729 Matthias Niedermayr
- 1732 Johann Josef Gererstorfer
- 1739 Kaspar Hochmayr
- 1740 Johann Josef Gererstorfer
- 1742 Josef Anton Francisci
- 1749 Ignatius Lehrer
- 1752 Johann Georg Hofpauer
- 1760 Johann Karl Rammor
- 1765 Johann Josef Frieß
- 1792 Johann Georg Mauller
- 1795 Augustin Gabessam
- 1800 Leopold Klipft
- 1807 Michael Scharizer
- 1814 Josef Terpinitz
- 1818 Johann Duswald
- 1830 Josef Terpinitz
- 1835 Karl Gabessamb
- 1840 Gabriel Amstler
- 1846 Karl Gabessam

## Perger Bürgermeister

### Bürgermeister der Markt- bzw. Stadtgemeinde Perg
Die angeführten Bürgermeister der Markt- bzw. Stadtgemeinde Perg wurden je nach Rechtslage entweder von übergeordneten Behörden eingesetzt, vom Gemeinderat oder mittels Direktwahl gewählt:

Perger Bürgermeister
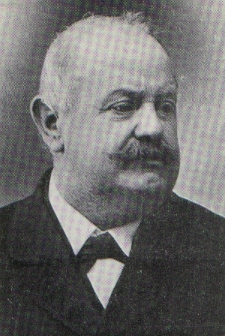
Johann Paur
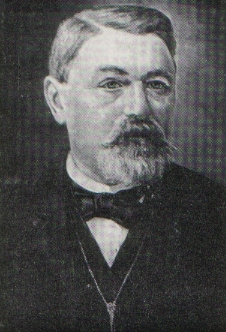
Karl Terpinitz
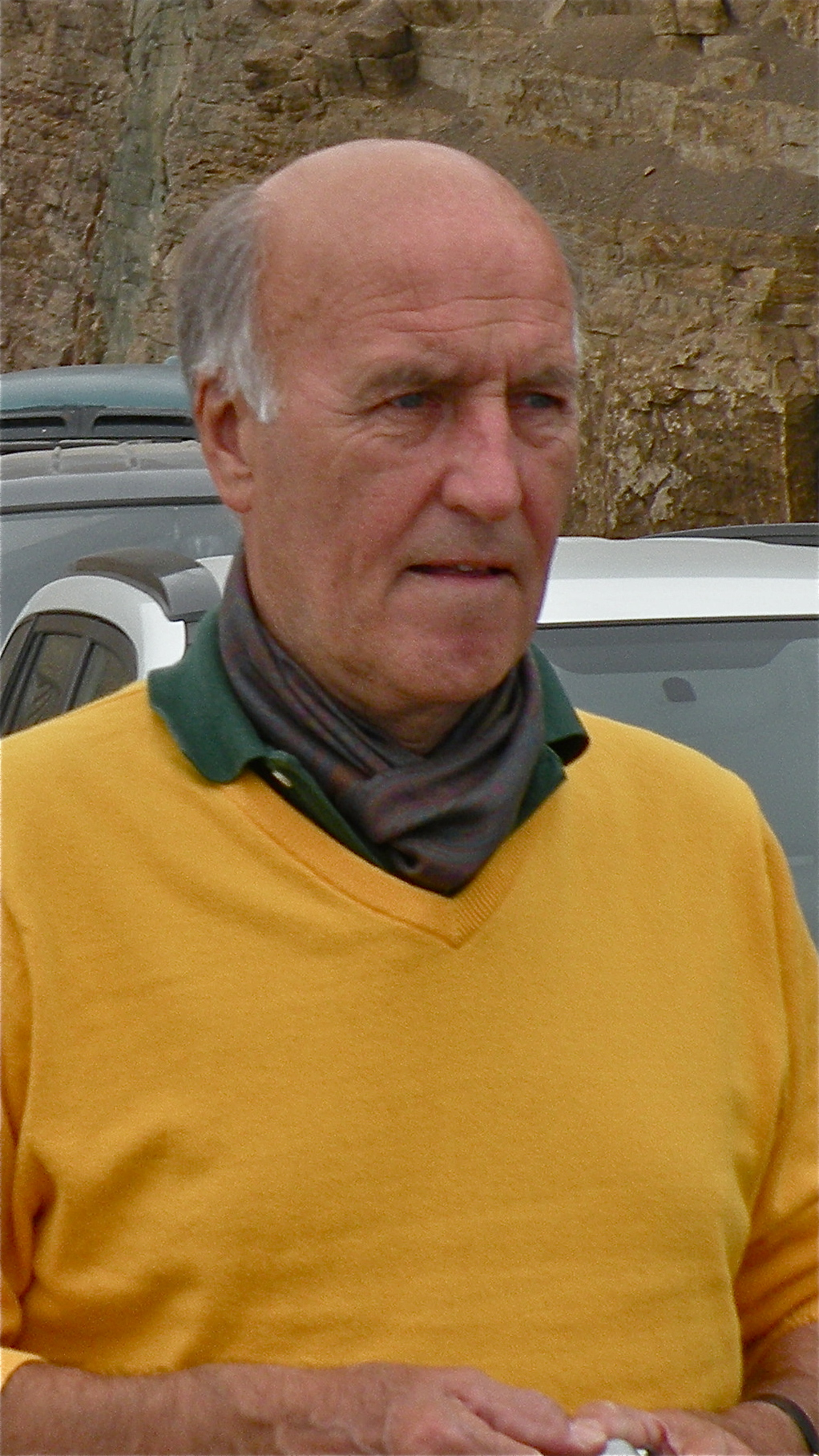
Hermann Peham
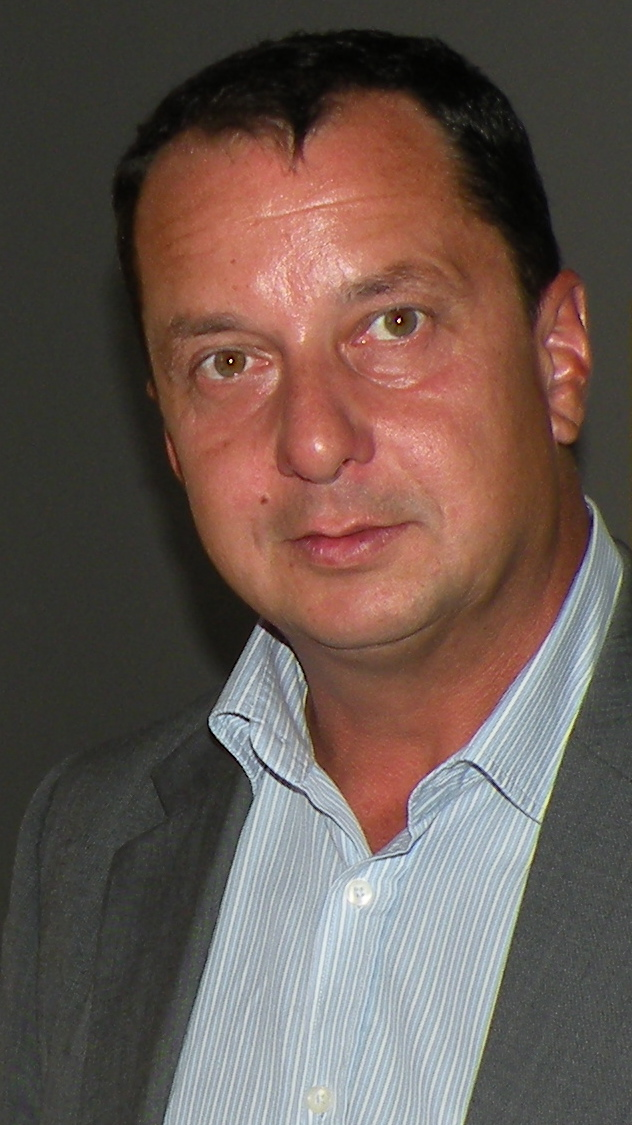
Anton Froschauer

- 1848–1855 Carl Gabessamb, Handelsmann
- 1855–1861 Anton Drescher, Handelsmann
- 1861–1868 Karl Terpinitz, Brauerei- und Gastwirtschaftsbesitzer
- 1868–1870 Michael Rödlich, Glaser
- 1870–1876 Anton Grienling, Bäcker und Gastwirt
- 1876–1883 Michael Burgholzer (* 1837, † 1908), Bürgermeister von Perg (1876 bis 1883), Vorsitzender des Verwaltungsausschusses der Sparkasse der Marktkommune Perg (1877 bis 1889), Fabriksmitbesitzer (Fries, Burgholzer & Comp.) und Granitwerksdirektor bei den A. Poschacher Granitwerken
- 1883–1907 Johann Paur, Kupferschmied und Sparkassenangestellter
- 1907–1910 Christian Hofer, Notar
- 1910–1934 Josef Dirnberger, Holzbildhauer und Landtagsabgeordneter
- 1934–1934 Julius Rohrbacher, Richter
- 1934–1938 Josef Chudomel
- 1938–1943 Anton Pilz, Buchdrucker
- 1943–1945 Friedrich Walser
- 1945–1946 Anton Pilz
- 1946–1949 Karl Enserer, Landwirt
- 1949–1952 Johann Baumann, Glaser und Kaufmann
- 1952–1952 Robert Messenböck
- 1952–1952 Johann Greisinger
- 1952–1955 Ludwig Steinegger, Bahnvorstand
- 1955–1958 Robert Messenböck, Hauptschuloberlehrer
- 1958–1958 Ernst Flemmich (interimistisch eingesetzter Beamter)
- 1958–1961 Ignaz Fahrnberger, Hafnermeister, Träger des Silbernen Ehrenzeichens für Verdienste um die Republik Österreich
- 1961–1985 Josef Waidhofer, Bundesbeamter und Landtagsabgeordneter, Träger des Silbernen Ehrenzeichens für Verdienste um die Republik Österreich und Ehrenbürger der Stadt Perg
- 1985–2007 Hermann Peham, Wirtschaftskammersekretär, Träger des Silbernen Ehrenzeichens für Verdienste um die Republik Österreich und Ehrenbürger der Stadt Perg
- seit 2007 Anton Froschauer, Unternehmer

### Bürgermeister von Pergkirchen
Die angeführten Bürgermeister der ehemaligen Gemeinde Pergkirchen (1850 bis 1938) wurden je nach Rechtslage entweder von übergeordneten Behörden eingesetzt oder vom Gemeinderat gewählt:
- 1850–1851 Martin Holzer
- 1851–1858 Leopold Ortmüller
- 1858–1861 Georg Weiß
- 1861–1870 Leopold Ortmüller
- 1870–1871 Georg Holzer
- 1871–1882 Franz Schweiger, Gastwirt, Pergkirchen
- 1882–1890 Johann Schweiger, Dorfbauer
- 1890–1897 Jakob Holzer, Aigner
- 1897–1897 Rupert Weiß
- 1897–1903 Johann Schweiger, Dorfbauer
- 1903–1906 Georg Kranzl, Klambauer, Auhof
- 1906–1923 Josef Brandstetter, Kleinlandwirt, Thurnhof
- 1923–1938 Johann Schweiger, Heindlbauer

### Bürgermeister von Weinzierl
Die angeführten Bürgermeister der ehemaligen Gemeinde Weinzierl (1850 bis 1938) wurden je nach Rechtslage entweder von übergeordneten Behörden eingesetzt oder vom Gemeinderat gewählt:
- 1850–1861 Johann Starzer
- 1861–1870 Josef Schützenhofer
- 1870–1894 Josef Schützeneder
- 1894–1900 Johann Schweiger
- 1900–1927 Josef Schützenhofer, Landwirt
- 1927–1938 Karl Schützeneder, Gastwirt
- 1938–1938 Franz Piessenberger, Landwirt

## Perger Pfarrer
Die nachstehenden Namen der Pfarrer von Perg sind bekannt:
- 1420 Hans, Verweser der Frühmesse
- 1577 Johann Krakauer
- 1579 Johann Goldner
- 1582 Hans Pfenschlager
- Bärtl Mair
- 1597 Hanns Mair
- 1600 Georg Bergmeier
- 1607 Martin Kapler
- 1615 Johann Miller
- 1621 Johann Jakob Wagner
- 1630 Jakob Schweitzer
- 1636 Albrecht Piermayer
- 1637 Albert Bdkermann
- 1639 Sebastian Pantaleon
- 1648 Johann Thurner
- 1652 Christoph Siber
- 1660 Pater Gottfried Jakob Eggstein
- 1683 Pater Karl Alanns
- 1712 Anton Rudolf Pacher
- 1720 Johann Bapt. Härtlmayr
- 1721 Andreas Jakob Hartlmayr
- 1728 Anton Werneking
- 1753 Laurenz Schweinbachmüller
- 1768 Andreas Dorn
- 1769 Gotthard Archauer
- 1791 Friedrich Lutz
- 1820 Georg Franz Wailling
- 1813 Jakob Hohenrainer
- 1834 Oswald Jenne
- 1850 Anton Roch
- 1853 Dechant Karl Auer
- 1871 Jakob Wöß
- 1890 Josef Hauser
- 1900 Johann Ev. Stauchner, geistlicher Rat
- 1928 Karl Mayr, Konsistorialrat
- 1958 Monsignore Franz Auzinger
- 2001 Konrad Hörmanseder

## Perger Ehrenbürger
Folgende Persönlichkeiten sind oder waren Ehrenbürger der Markt- bzw. Stadtgemeinde Perg sowie der ehemals selbständigen Gemeinden Pergkirchen und Weinzierl (Sortierung nach Alphabet):

Fotos von Ehrenbürgern
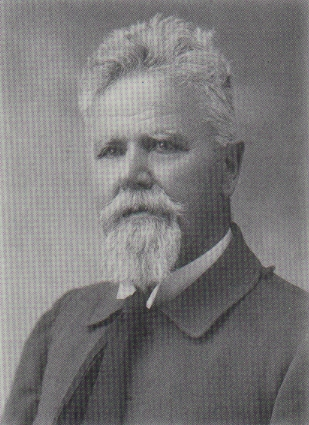
Johann Stöckler
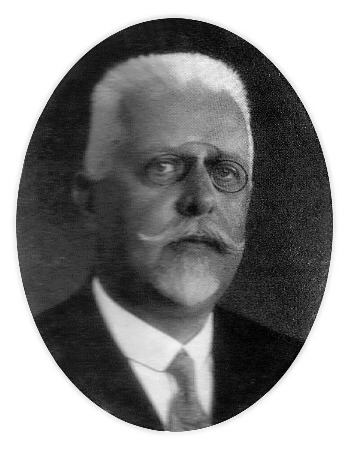
Johann Schober

- Franz Auzinger (1925–2007), Monsignore, Konsistorialrat, 36. Pfarrer von Perg, Träger der goldenen Verdienstmedaille des Landes Oberösterreich
- Maria Berger (* 1956), Juristin und Politikerin (2023)[5]
- Ludwig Bernaschek (1899–1970), Landeshauptmann-Stellvertreter von Oberösterreich von 1945 bis 1969
- Josef Brandstetter (1858–1927), Bürgermeister von Pergkirchen von 1906 bis 1927, Kleinlandwirt in Thurnhof
- Josef Dirnberger (1872–1937), Holzbildhauer, Bürgermeister von Perg 1910 bis 1934, gleichzeitig auch Landtagsabgeordneter und dazwischen mehrere Jahre Landesrat-Stellvertreter von Oberösterreich, in seiner Zeit wurde de Hauptschule eingerichtet und das Hauptschulgebäude errichtet
- Josef Eichinger (1889–1965), Gemeinderat und Mitglied des Gemeindeausschusses von Perg
- Sebastian Fries (1828–1902), Gasthausbesitzer, Mühlsteinfabrikant, Kommunevorstand, Leiter der Sparkasse Perg
- Heinrich Gleißner (1893–1984), Landeshauptmann von Oberösterreich von 1934 bis 1938 sowie von 1945 bis 1971
- Erich Halatschek (1925–2014), Träger des Goldenen Ehrenzeichens des Landes Oberösterreich, Technischer Rat, Baumeister, Gründer des HABAU-Konzerns gemeinsam mit Georg Heindl
- Rupert Hartl (1921–2006), Landeshauptmann-Stellvertreter von Oberösterreich
- Franz Hiesl (* 1952), Landeshauptmann-Stellvertreter von Oberösterreich und Gemeinderat von Perg
- Adolf März, Sektionschef im Bundesministerium für Unterricht, für seine besonderen Verdienste bei der Entwicklung von Perg zur Schulstadt
- Karl Mayr, Konsistorialrat (1892–1963), 35. Pfarrer von Perg
- Hermann Peham (1944–2018), Bürgermeister von Perg (1985 bis 2007), Träger des Silbernen Ehrenzeichens für Verdienste um die Republik Österreich
- Anton Poschacher (1841–1904), Granitwerksbesitzer
- Gerhard Possart (1923–1996), Landeshauptmann-Stellvertreter von Oberösterreich
- Leopold Pötscher, langjähriger Gemeinderat, Stadtrat und Vizebürgermeister von Perg
- Josef Ratzenböck (* 1929), Landeshauptmann von Oberösterreich
- Johann Schober (1874–1932), österreichischer Jurist, Beamter, Wiener Polizeipräsident, Politiker, österreichischer Außenminister und dreimaliger Bundeskanzler, erster Präsident der 1923 gegründeten Interpol
- Johann Ev. Stauchner (1868–1928), 34. Pfarrer von Perg
- Johann Stöckler (1856–1941), leitete 30 Jahre die Volksschule Perg und war viele Jahre Mitglied des Gemeindeausschusses und Vizebürgermeister von Perg
- Josef Waidhofer (1923–1986), Finanzbeamter, Bürgermeister von Perg und Abgeordneter zum oberösterreichischen Landtag, Träger des Silbernen Ehrenzeichens für Verdienste um die Republik Österreich
- Johann Wallner (1876–1965), Geistlicher Rat, Pfarrer von Pergkirchen
- Hans Weinzinger (1886–1968), Amtssekretär der Bezirkshauptmannschaft Perg, umfangreiche Verdienste um das Musikleben von Perg
- Erwin Wenzl (1921–2005), Landeshauptmann von Oberösterreich von 1971 bis 1977

## Träger von Ehrenzeichen der Stadt Perg
Folgende Personen sind oder waren Ehrenringträger der Markt- bzw. Stadtgemeinde Perg (Sortierung in der Reihenfolge der Verleihung):
- Vinzenz Kotzina, Bundesminister für Bauten und Technik,
- Hans Rödhammer, 3. Präsident des Landtages (1968)
- Josef Krenner (1968)
- Walter Endrich, Bezirkshauptmann von Perg (1968)
- Rudolf Huemer, Amtsleiter bis 1971
- Tobias Altzinger, Kommerzialrat, Unternehmer
- Franz Auzinger (1925–2007), Monsignore, Konsistorialrat, 36. Pfarrer von Perg, wurde später auch Ehrenbürger der Stadt Perg
- Hinum
- Josef Angerer, Amtsleiter von 1972 bis 1989
- Georg Kaindl
- Johann Zweckmair, Bezirkshauptmann
- Max Bruckner, Leiter der Volkshochschule Perg von 1960 bis 1991
- Herbert Ebner, Gemeinderat und Vizebürgermeister, Unternehmer
- Valentin Ladenbauer (1942–2006), weiters Träger des Silbernen Verdienstzeichens der Republik Österreich, Sportschütze im Schützenverein Perg mit Erfolgen auf Bundesebene, Apotheker, Landespräsident der OÖ. Apothekerkammer, Bezirksjägermeister, Stadt- und Gemeinderat
- Karl Manner (1923–2015), Werksdirektor im Zweigwerk Perg der Josef Manner & Comp. AG von 1962 bis 1993, national und international erfolgreicher Sportschütze (siehe auch Persönlichkeiten mit sportlichen Erfolgen und Oberschützenmeister des Schützenvereines Perg)
- Maria Berger (* 1956), 1996 bis 2009, mit Unterbrechung 2007 bis 2008 durch ihre Tätigkeit als österreichische Bundesministerin für Justiz im Kabinett Gusenbauer, Mitglied des Europäischen Parlaments, seit Oktober 2009 Richterin beim Europäischen Gerichtshof
- Josef Gassner (* 1950), langjähriger Stadtamtsleiter der Stadt Perg
- Karl Naderer, Amtsleiter
- Gerhard Krückl (* 16. April 1959), 24 Jahre Gemeinderat, jahrelang Stadtrat und 12 Jahre Vizebürgermeister der Stadt Perg, Träger des Goldenen Verdienstzeichens der Republik Österreich
- Rudolf Kling (* 1941), Unternehmer und Wirtschaftsfunktionär

Weitere von der Stadt Perg vergebene Ehrenzeichen sind Verdienstmedaillen in Gold, Ehrennadeln in Gold, Silber und Bronze sowie Ehrenmedaillen. Die Stadt Perg vergibt weiters Sport-Ehrenzeichen an erfolgreiche Sportler und Sportfunktionäre.

## Söhne und Töchter der Markt- bzw. Stadtgemeinde Perg
Folgende Persönlichkeiten wurden in Perg geboren (Sortierung nach dem Geburtsjahr):

Fotos erfolgreicher Perger
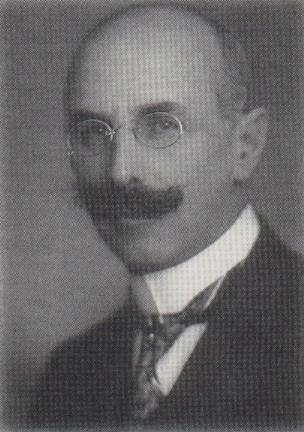
Josef Almoslechner
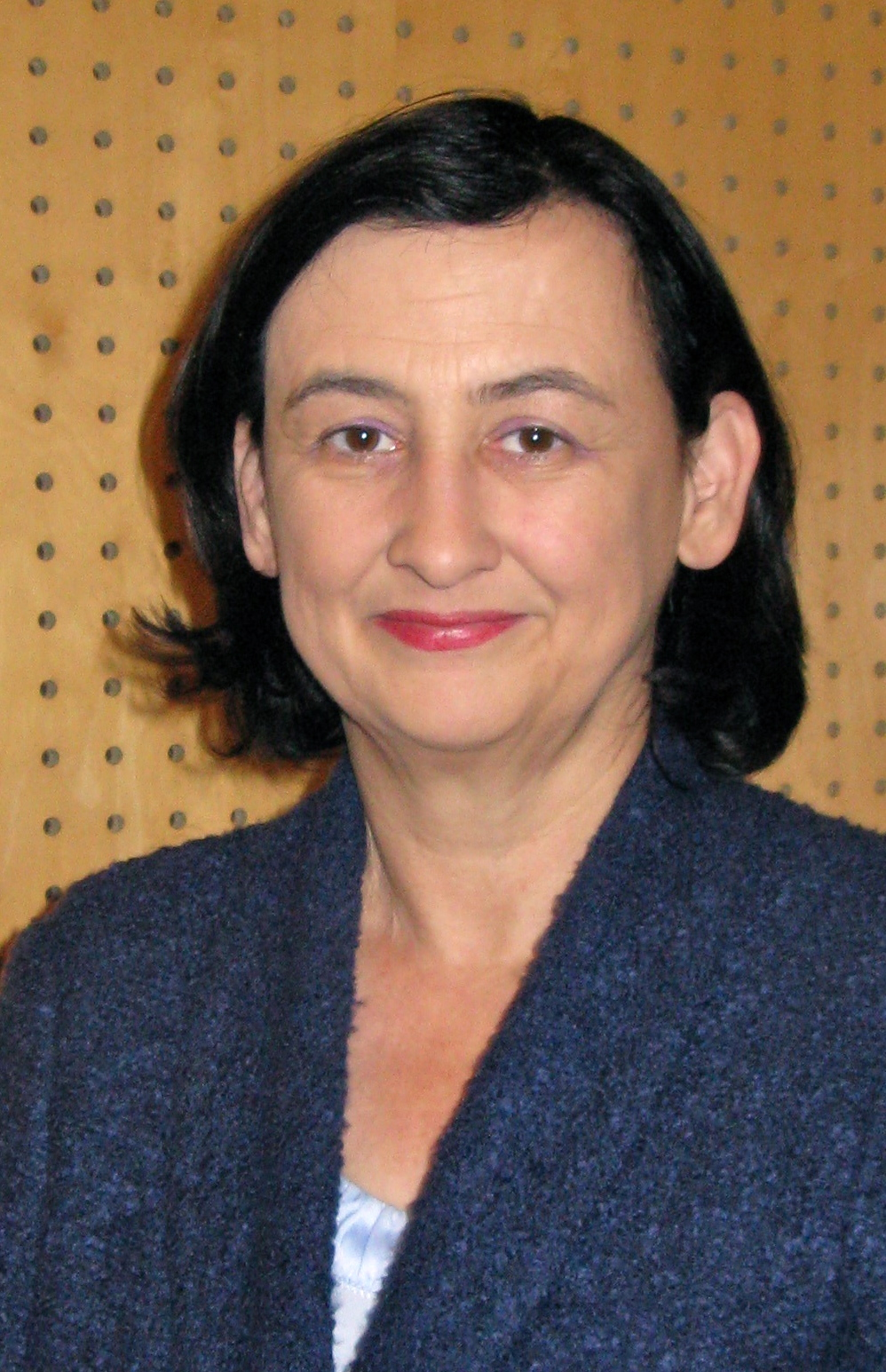
Maria Berger

- Thomas Lansius (Lanß, Lantz) (* 1577, † 1657), Sohn des Oberrichters Leonhard (Lienhart) Lanß (Lantz), Fürstlicher Rat in Württemberg, Professor am Tübinger Collegium Illustre und an der Universität Tübingen.
- Martin Neugschwendtner (* 1653 in Perg; † 1708 in Schrobenhausen), kam 1677 nach Schrobenhausen und war ab 1679 dort verehelicht, gehörte dem dortigen Rat der Stadt an und rettete im Spanischen Erbfolgekrieg 1704 Schrobenhausen durch sein mutiges Eintreten vor Kriegsnot und Brandschatzung.
- Franz Nickel (* 1766, † 1833), Sohn eines Handelsmannes, Richter der Leopoldstadt, war zuletzt Armen-Bezirksdirektor in Wien-Hernals, nach ihm ist in Wien in der Leopoldstadt die Nickelgasse benannt
- Karl Grienberger (* 1824, † 1908), Kanonikus, katholischer Priester, Stadtpfarrer von Eferding, Schriftsteller und Heimatforscher, wurde 1883 von Kaiser Franz Josef zum Landeshauptmann-Stellvertreter von Oberösterreich ernannt
- Karl Terpinitz (* 1824;† 1895), Bürgermeister, Landtagsabgeordneter, 1861 bis 1869 als Abgeordneter der Städte und Industrialorte im Wahlkreis Grein, Angehöriger der Liberalen Partei
- Sebastian Fries (* 1828; † 1902), Gasthausbesitzer, Mühlsteinfabrikant und Bankbeamter, Ehrenbürger von Perg
- Michael Fries (* 1839, † 1912), Wirtschaftsbesitzer und Mühlsteinfabrikant, Fabriksmitbesitzer (Fries, Burgholzer & Comp.), Sparkassenvorstand von 1877 bis 1911, dessen Vorsitzender 1908 bis 1911
- Adolf Fries (* 1865, † 1913), Fabriksmitbesitzer (Fries, Burgholzer & Comp.), Fachmann auf dem Gebiet der Herstellung künstlicher Mühlsteine, Oberschützenmeister, Obmann des Bezirksverbandes der Freiwilligen Feuerwehren des Bezirkes Perg
- Max Doblinger (* 1873, † 1965), wurde Beamter und schließlich Direktor des Steiermärkischen Landesarchivs, war Archivar, Historiker und Numismatiker
- Johann Schober (* 1874;† 1932)
- Josef Almoslechner (* 1875, † 1947), Präsident der Post- und Telegraphendirektion für Oberösterreich und Salzburg (1926 bis 1938), Träger des Großen silbernen Ehrenzeichens für Verdienste um die Republik Österreich
- Rudolf Burgholzer (* 1883, † 1942), Fabriksbesitzer (Fries, Burgholzer & Comp.)
- Josephus Calasanz Fließer (* 1896, † 1960), katholischer Bischof der Diözese Linz
- Anton Schöberl (* 1888;†unbekannt), Betriebsleiter, nationalsozialistischer Politiker, Kreisleiter von Perg
- Herbert Schielin (* 1914;†unbekannt), Jurist, nationalsozialistischer Politiker, Landrat in Perg Regierungsassessor, persönlicher Adjutant Eigrubers, 1942 bis 1945 Treuhänder-Stellvertreter der Landeshypothekenanstalt für Oberdonau, ab 1950 Speditionsbeamter
- Johann Zellermayr (* 16. Mai 1906; † 25. März 1994), Mundartdichter
- Erich Oberleitner, (* 1907; † 1964), Jurist, Beamter, nationalsozialistischer Politiker, Regierungsassessor, Landrat in Linz-Land und kommissarisch in Rohrbach
- Herbert Watschinger, (* 1922, † 1991), Priester und Missionsarzt in Ostafrika, Gründer der Spitäler in Wasso und Endulen im Norden Tansanias, mitten im Ngorongoro-Nationalpark, für 120.000 Menschen, Der Buscharzt der Massai, Verfasser des Buches Gib die Hoffnung nicht auf – Ein Leben im Dienst der Maasai, Verlag St. Gabriel
- Roland Bachleitner, Konsistorialrat, (* 1940), war von 1986 bis 2016 Stadtpfarrer von Steyr
- Wolfgang Erasmus Sterrer (* 1940), Meereszoologe, Sachbuchautor und Hochschullehrer, lebte und arbeitete viele Jahre auf den Bermudas
- Gerhard Pilz (1942–2016), Gewerbetreibender, Drehbuchautor und Schauspieler, Konsulent der Oberösterreichischen Landesregierung
- Karl Königseder, (* 1943; im August 2009 in Unterach am Attersee verschollen) war ein österreichischer Literat und Psychiater.
- Ingrid Streicher, geborene Froschauer, (* 1943) ist eine pensionierte Wirtschaftspädagogin und Schriftstellerin
- Alfred Zellinger (* 1945), ist ein österreichischer Schriftsteller, Künstler und Kulturmanager.
- Kurt Gaßner (* 1947), Politiker (SPÖ), Bürgermeister von Schwertberg (1985 bis 2008), seit 1997 Abgeordneter zum Nationalrat, Träger des Großen Silbernen Ehrenzeichens für Verdienste um die Republik Österreich
- Ernst Reinhard Schöggl (* 1948), Gymnasialprofessor in Pension, Schriftsteller
- Josef Pilz (* 18. März 1949), österreichischer Historiker, Pädagoge und Lokalpolitiker, war 15 Jahre Bürgermeister von Ebreichsdorf
- Otto Klambauer (1949–2013), österreichischer Zeithistoriker, Journalist und Buchautor
- Robert Wandl (* 1948), Bezirksstellenleiter der Wirtschaftskammer Österreich in Pension
- Gregor Riegler (* 1950), Mundartdichter und Wirtshauspoet aus Mauthausen, mehrfacher Leopold-Wandl-Preisträger
- Anna Heindl (* 1950), Bildende Künstlerin, Absolventin der Hochschule für Angewandte Kunst, Meisterklasse Metallgestaltung bei Hagenauer, Trägerin des Kunstförderpreises der Stadt Wien, Preis der Stadt Wien für Bildende Kunst in der Kategorie Angewandte Kunst 2001
- Johann Gmeiner, Konsistorialrat, (* 1951), seit 1984 Pfarrer von Grieskirchen und seit 2006 Dechant des Dekanates Kallham, wurde schon mehrfach im Zusammenhang mit bevorstehenden Bischofsernennungen erwähnt
- Dieter Stadler (* 1952), Executive Director des Casa de los tres mundos in Granada, Nicaragua, erhielt 2003 den Eduard Ploier Preis für seine innovativen und herausragenden Leistungen in der Entwicklungszusammenarbeit
- Manfred Wakolbinger (* 1952), bildender Künstler, ist in Perg aufgewachsen
- Gerhard Stadler (* 1956), Historiker, Universitätsprofessor in Linz und Wien
- Maria Berger (* 1956), 1996 bis 2009, mit Unterbrechung 2007 bis 2008 durch ihre Tätigkeit als österreichische Bundesministerin für Justiz im Kabinett Gusenbauer, Mitglied des Europäischen Parlaments, seit Oktober 2009 Richterin beim Europäischen Gerichtshof
- Isa Haller (Ilse Halatschek) (* 1958), Schauspielerin
- Harald Rüdiger Ehrl (* 1960), seit 1978 Augustiner-Chorherr, seit 2005 Stiftspfarrer von St. Florian und damit verbunden Kustos der Stiftskirche und Träger des Titels Rektor der Basilika
- Peter Nefischer (* 1962), Maschinenbauingenieur zunächst in Ingolstadt, dann in Steyr und in München
- Barbara Pilz (* 1966), Publizistin, Verlagslektorin und Unternehmerin

## Persönlichkeiten, die in der Markt- oder Stadtgemeinde Perg wirken oder gewirkt haben
Folgende Persönlichkeiten wurden zwar nicht in Perg geboren, haben aber in Perg gelebt oder gewirkt (Sortierung nach dem Geburtsjahr):
- Martin Schubhart (* 1604; † 1684), in Perg wohnhafter Maler und Vergolder, der u. a. für den Windhaager Grafen Joachim Enzmilner gearbeitet hat, ehemaliger Besitzer des Hauses Hauptplatz 8, das einzige von ihm erhaltene Bild dürfte das Hochaltarbild von St. Thomas am Blasenstein sein.[6]
- Johann Athmstett (Mitte 16. Jhdt., † nach 1616) war Leibarzt Rudolf II. in Prag, aber auch oberösterreichischer Landesphysikus und Arzt in Perg. Die Doctorische Behausung bzw. das Athemstettische Freihaus hatte er in Perg am Hauptplatz (nun Gasthof zum Einhorn).
- Therese Burgholzer, geb. Trauner (* 1807; † 1891), Mitbegründerin der „Ersten österreichischen Fabriksgesellschaft für die Erzeugung deutscher Mühlsteine zu Perg, Fries, Burgholzer & Comp.“
- Anton Bruckner schrieb das Perger Präludium und spielte öfter auf der Orgel der Stadtpfarrkirche Perg
- Tobias Altzinger (* 1849; † 1938), Begründer des Einzel- und Großhandelsunternehmens, Mitglied des Verwaltungsausschusses der Sparkasse der Marktkommune Perg, setzte sich für den Bau der Naarntalstraße ein
- Florian Eibensteiner (* 1853; † 1932), Schuldirektor von Pabneukirchen, schrieb im Ruhestand in Perg ab 1916 heimatkundliche Aufsätze über Perg und verfasste mit seinem Sohn Konrad Eibensteiner (* 1886; † 1955) das Heimatbuch von Perg, das dieser 1935 im Selbstverlag herausgab
- Josef Manner I. (* 1865; † 1947), Begründer der Josef Manner & Comp. AG (Erzeuger der legendären Mannerschnitten), hielt sich in seiner Jugend oft in Perg auf und erwarb später die Familienliegenschaft in Perg auf dem Dollberg.
- Karl Ehrentraut (* 1867; † 1943), Gemeindearzt von Perg (1898 bis 1935)
- Karl Planck von Planckburg (* 1869; † 1945), war 1892 bis 1901 Jurist der k.k. Statthaltereien Perg und Steyr
- Josef Schlegel (* 1869; † 1955), österreichischer Politiker, war 1927 bis 1934 Landeshauptmann von Oberösterreich und 1947 bis 1953 Präsident des Rechnungshofes. Er wirkte von 1902 bis 1909 als Gerichtsvorsteher in Perg
- Michael Enzelsberger (* 1871; † 1952), oberösterreichischer Landtagsabgeordneter von 1919 bis 1934, Mitglied des Perger Gemeinderates von 1919 bis 1938, Mitglied des Bezirksschulrates und Ortsobmann der Christlichsozialen Partei bzw. des Katholischen Volksvereins, Obmann des Kindergartenvereins Perg und Mitglied des Pfarrkirchenrates von Perg
- Johann Korninger (* 12. Mai 1883 in Windhaag; † 14. Dezember 1950 in Perg) war ein österreichischer Politiker und während der Zeit des Austrofaschismus Abgeordneter zum Oberösterreichischen Landtag
- Konrad Eibensteiner (* 1886; † 1955), Oberlehrer, verfasste gemeinsam mit seinem Vater, Florian Eibensteiner, das Heimatbuch von Perg und gab es 1935 im Selbstverlag heraus
- Marie Louise Poschacher (* 1886; † 1965), Bildhauerin und Architektin wohnte ab den 1940er-Jahren in Perg
- Wilhelm Baselli von Süssenberg (* 1888; † 1960), Jurist, Landesregierungsrat, Mitglied der Vaterländischen Front, Bezirkshauptmann (Landrat) von Braunau, Bezirkshauptmann von Perg von 1946 bis 1953
- Gustav Brachmann (* 1891; † 1966), Landrat (Bezirkshauptmann) von Perg (1938 bis 1943), wollte in Perg ein Bezirksheimathaus errichten und hat eine umfangreiche Sammlung geschaffen, die 1945 weitgehend verloren ging, schrieb zahlreiche heimat- und kulturgeschichtliche Aufsätze, davon auch einige zu geschichtlichen Ereignissen von Perg, Jurist, war Mitglied der NSDAP, aus der er 1944 ausgeschlossen wurde, Kreisrichter, Heimatforscher und Schriftsteller und publizierte von 1956 bis 1965, Ehrenbürger von Bad Zell
- Rudolf Zach (* 17. August 1904; † 11. August 1994), war Beamter beim Bezirksschulrat, Naturschutzbeauftragter, Kustos des Heimathauses und Autor heimatkundlicher Schriften (u. a. Festschrift zur Stadterhebung Perg)
- Franz Mayrhofer (* Dezember 1919; † 5. März 2012), lebte in Ried in der Riedmark und war von 1967 bis zu seiner Pensionierung 1984 erster Leiter des Bundes-Oberstufenrealgymnasiums Perg, zunächst an provisorischen Standorten und ab 1972 im neuen Schulgebäude. Er ist Absolvent des Stiftsgymnasiums Kremsmünster, war fünf Jahre im Kriegsdienst, studierte von 1945 bis 1949 Deutsch und Geschichte an der Universität Wien und schloss das Studium mit Auszeichnung ab. Stationen als Lehrer waren das Petrinum Linz und die Fadingerschule in Linz[7]
- Bruno Watschinger (* 14. Juni 1920; † 28. Juni 2017), österreichischer Arzt und Universitätsprofessor, wuchs in Perg auf und ist da begraben
- Herbert Watschinger (* 19. Jänner 1922; † 30. Juli 1991), Arzt und Priester, Missionsarzt bei den Maasai, wuchs in Perg auf und ist da begraben
- Anton Baumann (* 25. Juli 1933; † 2. Jänner 2012) war Buchhändler und Kaufmann (bis 1994), Konsulent der Oberösterreichischen Landesregierung (seit 2008), Träger der Goldenen Ehrennadel der Stadt Perg, Gründungsmitglied und mehrere Jahre Obmann des Pfarrgemeinderates der Pfarre Perg, 18 Jahre lang Obmann (bis 2007) und bis zu seinem Tod Ehrenobmann des Heimatvereines Perg, führte tausende Besucher und viele Schulklassen durch das Stadtmuseum und die Außenanlagen Erdstall Ratgöbluckn in Perg und Mühlsteinbruch Scherer, Initiator und Leiter der Renovierung der Perger Kalvarienbergkirche sowie mitwirkend bei der Instandsetzung des Steinbrecherhauses
- Gerhard Winkler (* 1935; † 2012), Althistoriker, Altphilologe und Epigraphiker war Lehrer und Bibliothekar und dann bis zu seiner Pensionierung Direktor des Oberstufenrealgymnasiums Perg, weiters Vizepräsident der OÖ. Museumsverwaltung
- Johann Ruhsam (* 1937), römisch-katholischer Priester, langjähriger Pfarrer von Enns, sammelt seit seinem 14. Lebensjahr Witze und publiziert sie im Eigenverlag unter dem Titel Gaudium (vier Bände)[8]
- Erika Muhr (* 1940), Lokalpolitikerin, war 32 Jahre Gemeinderat und 12 Jahre Stadtrat in Perg, Initiatorin von Perg liest, Trägerin des Silbernen Verdienstzeichens der Republik Österreich
- Sieglinde Grüll (* 1942; † 2017), österreichische Autorin in (Lyrik), pensionierte Volksschuldirektorin von Klam, wohnt in Perg
- Hans Dieter Mairinger (* 1943), bekannter Autor, war einige Zeit Pflichtschullehrer in Perg
- Gottfried Benezeder (* 1944; † 2012), Vizebürgermeister von Perg, Träger des Goldenen Verdienstzeichens der Republik Österreich
- Schwester Gertrudis, Theresia Rockenschaub, vom Orden der Barmherzigen Schwestern vom Heiligen Kreuz (* 1946), war Leiterin des Kindergarten 1 in der Friedhofstraße von 1980 bis 2010. Es wurde ihr die Ehrenmedaille der Stadt Perg verliehen
- Josef Irsiegler (* 1946), Produktionsleiter des Zweigwerkes der Josef Manner & Comp. AG in Perg, Oberschützenmeister des Schützenvereins Perg, Bundessportleiter für den Bereich Armbrust, Träger der Goldenen Verdienstmedaille des Landes Oberösterreich für Sportfunktionäre, unter seiner Obhut erbrachten Sportler des Schützenvereins Perg zahlreiche Bestleistungen und eroberten Europa- bzw. Weltmeistertitel
- Franz Weißmann, ehemaliger Bezirkshauptmann-Stellvertreter und Leiter der Anlagenabteilung der Bezirkshauptmannschaft Perg, Träger des Großen Ehrenzeichens für Verdienste um die Republik Österreich
- Herbert Wimmer, ehemaliger Bezirkshauptmann-Stellvertreter und Leiter der Sicherheitsabteilung der Bezirkshauptmannschaft Perg, Träger des Großen Ehrenzeichens für Verdienste um die Republik Österreich
- Gottfried Kneifel (* 1948), österreichischer Journalist und Politiker. Seit dem Jahr 2000 Bundesrat, wohnt in Perg
- Johann Kaindl, Direktor der Landesmusikschule Perg von 1976 bis 2010, ausgezeichnet mit dem Verdienstkreuz in Gold des Österreichischen Blasmusikverbandes für sein Lebenswerk (seit 1973 verschiedene Funktionen, ab 1982 Beirat in der Bezirksleitung des Blasmusikverbandes, Bindeglied der Blasmusikszene zu den Musikschulen, mehr als 20 Jahre Kapellmeister beim Musikverein Stadtkapelle Perg).
- Günther Maria Garzaner (1951–2015), österreichischer Schriftsteller, Mitglied des Österreichischen P.E.N. Clubs, wohnte in Perg
- Franz Hiesl (* 1952), Politiker, Gemeinderat von Perg, Mitglied der oberösterreichischen Landesregierung, OÖ. Landeshauptmann-Stellvertreter, Ehrenbürger der Stadt Perg
- Manfred Wakolbinger (* 1952), österreichischer bildender Künstler, der während seiner Jugendzeit in Perg lebte
- Leonhard Helbich-Poschacher (* 1955), österreichischer Jurist, Dachdecker und Baustoffhändler, wohnt in Perg
- Harald Gutzelnig, diplomierter Pädagoge, Sachbuchautor und Begründer des CDA Verlags, wohnt in Perg und betreibt in Perg sein Unternehmen
- Franz Asanger (* 1958 in Saxen), Theologe und Germanist, Heimatforscher (Mitterkirchen – ein historisches Porträt der Machlandgemeinde), Amateurfotograf im Fotoklub VHS-AK Perg, von 2000 bis 2013 Leiter des Bischöflichen Gymnasiums Petrinum und seither Schulamtsleiter der Diözese Linz, wohnt in Perg
- Karin Lehner (* 1958), Historikerin, ORF-Radiojournalistin (Ö1 Radiokolleg), Radiopreis der Erwachsenenbildung in der Sparte Information (2007), Medienpreis des Österreichischen Zivilinvalidenverbandes (2008) für die vierteilige Sendereihe „Inselbegabte. Autismus im Wandel“, verbrachte Kindheit und Jugend in Perg
- Peter Lichtenberger (* 1970), österreichischer Autor (Schwerpunkt: antikes Römertum), wohnt in Perg
- Dietmar Chodura ist promovierter Schulpädagoge und Schulbuchautor. Er unterrichtet an der Polytechnischen Schule in Perg und an der Kirchlichen Pädagogischen Hochschule Wien/Krems.
- Thomas Asanger (* 1988), Komponist, wohnt in Perg

## Perger Persönlichkeiten mit sportlichen oder künstlerischen Erfolgen

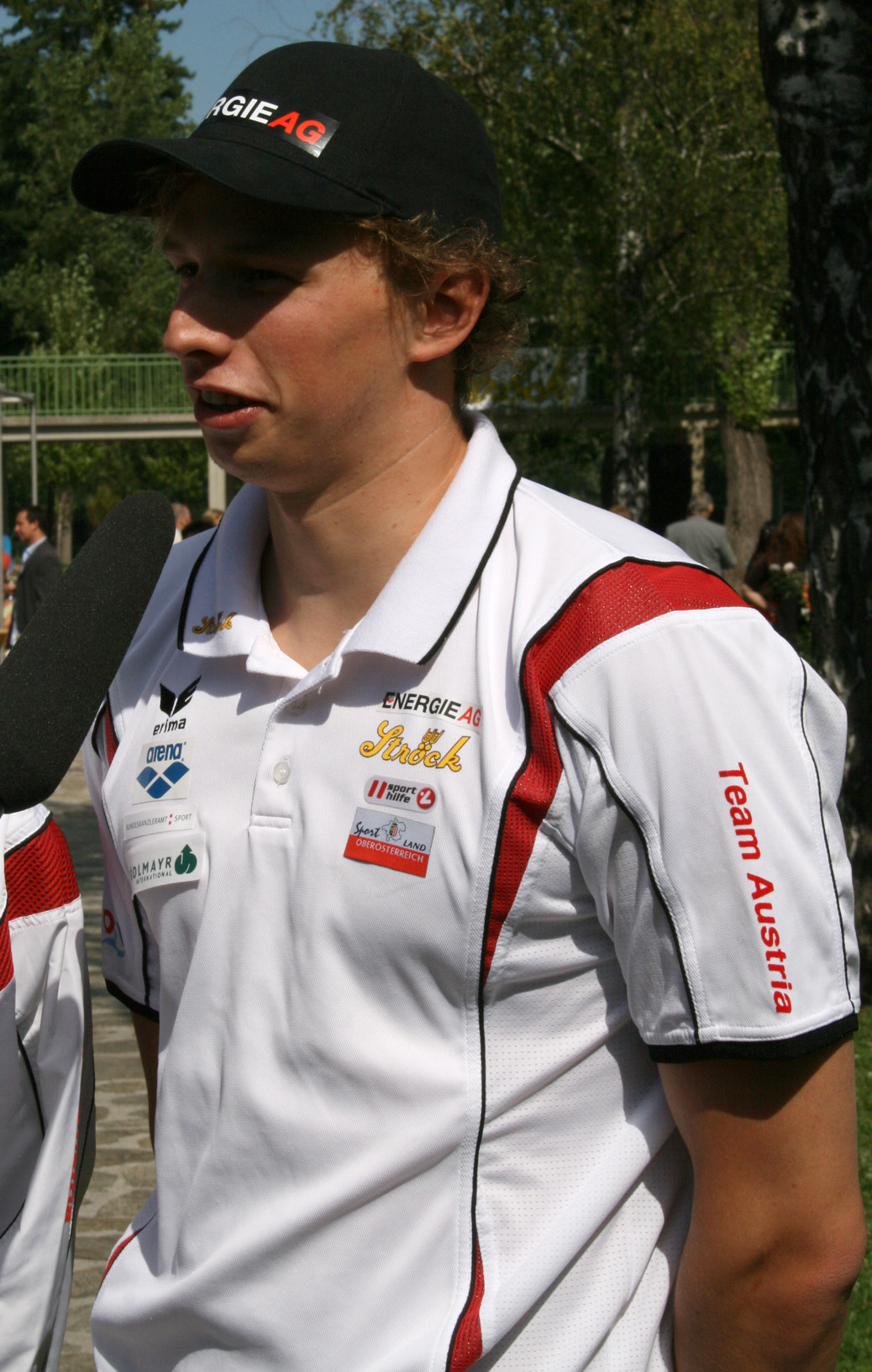
David Brandl, österreichischer Schwimmmeister in mehreren Disziplinen und Olympiateilnehmer in Peking 2008

Nachfolgende erfolgreiche Perger Sportler oder Sportlermannschaften sind bzw. waren überwiegend in den für die jeweilige Sportart zutreffenden Perger Sportvereinen tätig (Sortierung jeweils in alphabetischer Reihenfolge). Hier angeführt sind auch die Klub- und Einzelerfolge der Fotografen des Fotoklubs der Volkshochschule Perg und des Kammerchors Perg die lautmaler.

### 1. Perger Schwimmverein
Siehe Hauptartikel: 1. Perger Schwimmverein
Erfolgreiche Schwimmer waren Petra Holzer, die in den 1980er-Jahren 56fache Landesmeisterin und einmal Vize-Staatsmeisterin war, sowie die Seniorenschwimmer Johanna Brandl, Robert Brandl und Josef Brunner mit mehreren Staatsmeistertiteln in den 1990er-Jahren. Erfolgreichster Schwimmer des Vereins ist David Brandl.

### DSG Union Perg

DSG Union Perg

Siehe Hauptartikel: DSG Union Perg (Diözesansportgemeinschaft Union Perg)
2003 wurde Hannes Datterl, Sportler der Sektion Jiu Jitsu der DSG Union Perg, Österreichischer Staatsmeister. Der Sektionsobmann Jiu Jitsu der DSG Union Perg, Alfred Angerer, war von 1995 bis 2015 Präsident des Jiu Jitsu Landesverbandes Oberösterreich. Seit 2016 ist Reinhard Strauß Sektionsobmann in Perg.

### Fotoklub VHS-AK Perg
Der Fotoklub VHS-AK Perg wurde 1961 gegründet und gehört dem Dachverband VÖAV (Verband Österreichischer Amateurfotografenvereine) an. Der Perger Fotoklub entwickelte sich seither zu einem national und international anerkannten Amateurfotoklub.
Obleute
- Karl Schön (1961 bis 1983)
- Karl Mayr (1983 bis 1993)
- Josef Gusenbauer (1993 bis 2004)
- Alexander Schneider (2004 bis dato).[10]

Erfolge
- Der Fotoklub VHS-AK Perg ist seit 1999 durchgehend (Stand Februar 2009, mit Ausnahme des Jahres 2007, wo der 2. Platz erreicht wurde) österreichischer Staatsmeister der Schwarz-Weiß-Fotografie, dritte Plätze wurden 1990, 1995 und 1997 erreicht.
- Von 1998 bis 2001 war der Fotoklub Perg durchgehend österreichischer Staatsmeister der Farbfotografie, zweite Plätze gab es 2004 sowie 2006 und dritte Plätze 1992, 2002, 2003 und 2008.
- 1998, 2000 und 2007 war der Fotoklub Perg österreichischer Staatsmeister der Dia/Digitalfotografie, 2003 wurde der 3. Platz erreicht.
- In der Kombination wurde der Fotoklub Perg in den Jahren 1994, 1998 bis 2003 sowie 2008 österreichischer Staatsmeister, 1996 und 2006 gelang der zweite Preis und 1992, 2004, 2005 und 2007 der dritte Preis.
- 2008 wurden gleich drei Mitglieder des Perger Fotoklubs österreichischer Staatsmeister (Goldmedaille) in einer der Disziplinen, 1999, 2000 sowie 2004 und 2005 jeweils ein Mitglied.
- Im Jahr 2000 erhielten 5 Mitglieder des Klubs Silbermedaillen auf Staatsmeisterschaftsebene, 1994, 1998 und 2001 jeweils 2 Mitglieder. 1992, 1995 und 1996, 1999 und 2003 bis 2006 erhielt jeweils ein Mitglied eine Silbermedaille.
- 5 Bronzemedaillen auf Staatsmeisterschaftsebene wurden 1996 errungen, 1993 4 und 1992, 1997 und 1998 jeweils 3. Jeweils 2 Bronzemedaillen gab es 1994, 1999 und 2000 und jeweils eine in den Jahren 1990, 2001 und 2003.

Weitere Erfolge:
- 2006 Bester österreichischer Klub beim Trierenberg Super Circuit, ein Bewerb, bei dem immer wieder auch Bilder einzelner Klubmitglieder hervorragende Platzierungen erreichen.

Bilder folgender Mitglieder des Fotoklubs VHS-AK Perg sind auf der Homepage des Klubs aufrufbar: Franz Asanger, Erich Eder, Claudia Ernecker, Karl Ernecker, Josef Gusenbauer, Romana Haider, Marianne Hochegger, Sandra Huber, Reinhold Kragl, Wolfgang Laimer, Karl Mayer, Brigitta Moser, Hermann Pühringer, Alexander und Lucia Schneider.

### Kammerchor Perg –die lautmaler
Der aus der 1851 gegründeten Liedertafel Perg im Jahr 1989 hervorgegangene Kammerchor Perg erhielt den Beinamen die lautmaler. Der Chor unter der Leitung von Konsulent Josef Waidhofer hat Konzerte im In- und Ausland gegeben und war bei verschiedenen Chorwettbewerben erfolgreich:
- 1994 1. Preis beim 6. Internationalen Chorwettbewerb in Verona, Italien
- 2000 Silbermedaille in der Kategorie 20 (Musica Contemporanea, zeitgenössische Musik) bei der Chorolympiade in Linz, den World Choir Games (28 Kategorien, 60 Nationen, 350 Chöre, 15.000 Teilnehmer)
- 2001 2 von 3 ersten Plätzen für junge Talente aus der lautmaler singschule bei Prima la musica in Linz
- 2004 Kategorie-Sieger, Goldmedaille beim 3. Internationalen Brahmswettbewerb in Wernigerode, Deutschland (Kategorie A 1 Gemischte Chöre mit Pflichtwerk)
- 2007 2 × Goldmedaille beim 1. Internationalen Anton-Bruckner-Chorwettbewerb in Linz (Kategorien C2 und S, 13 Nationen)

### ÖTB-Turnverein 1897
Der ÖTB-Turnverein 1897 wurde 1897 gegründet und mit 6. März 1898 genehmigt. Obmänner waren Ernst Ritter v. Wildauer, Karl Schmollgruber, Anton Schöberl und Hermann Stadler. Die Wiedergründung nach dem Krieg erfolgte 1951 (Vereinsregistereintragung 7. August 1953). Obmänner waren Friedrich Moycis, Willi Schmollgruber, Hans Grübler, Alexander Fallmann, Karl Hochgatterer. Derzeit steht der Verein unter der Leitung von Johannes Edthaler. Es bestehen die Sektionen Turnen (seit 1897), Faustball (seit Mitte der 1930er-Jahre und dann seit Anfang der 1950er-Jahre), Tennis (ursprünglich von 1908 bis 1927, dann seit 1955 und ab 1962 als eigenständige Vereinsabteilung). Tischtennis wurde (von 1952 bis 1960) betrieben.
- Friedrich Manner (Faustball), wurde 1956 zum ersten Male in das österreichische Faustball Nationalteam einberufen
- Faustball-Jugendstaatsmeister auf dem Felde 1963 (ÖTB-Faustballmannschaft: Roman Wahl, Herwig Hofer, Rudolf Huber, Reinhard Schartmüller, Anton Hladky, Alfred Schützeneder)
- Vizestaatsmeister im Hallenfaustball 1976 (ÖTB-Faustballmannschaft: Gottfried Raab, Helmut Zweckmair, Georg Mitterlehner, Gerald Leitner, Günther Lechner und Günther Schipany)
- Faustball-Jugendstaatsmeister auf dem Felde 1986 (ÖTB-Faustballmannschaft: Christian Dahedl, Reinhard Achleitner, Karl Gaisrucker, Aistleitner, Ronald Huber und Anton Stadlbauer)
- Faustball-Seniorenstaatsmeister 1992 und 1993 sowie Faustball-Seniorenvizestaatsmeister 1994 und 1996 (ÖTB-Faustballmannschaft:?)
- Österreichischer Meister auf dem Feld 2004/05 sowie in der Halle 2005/06 und 2006/07 Senioren Herren Altersklasse IV (ÖTB TV Perg Faustballmannschaft: ?)
- Walter Hörmann (Faustball) wurde mehrfach in die Faustball-Jugendnationalmannschaft und in die Faustball-Herren-Nationalmannschaft berufen

Perg war unter anderem mehrfach (1981 zum dritten Mal) Austragungsort der Faustball-Europameisterschaft der Männer.

### Ruderverein Wiking Linz
- Bernd Wakolbinger, (* 1976), (Rudern), 36facher österreichischer Staatsmeister, Leichtgewichts-Doppelvierer-Weltmeister 2001 in Luzern, 13 Medaillen bei Weltcups, Olympiateilnehmer 2000 in Sydney und 2004 in Athen

### Schützenverein Perg
Der Schützenverein Perg gibt 1668 als sein Gründungsjahr an und ist damit der älteste Perger Verein. Amtliche Eintragungen finden sich zum 1. Jänner 1879 und am 28. März 1900 sowie nach dem Zweiten Weltkrieg ab 1953. Als Oberschützenmeister (=Obmann) fungierte im Zeitraum von 1924 bis 1951 Adolf Dollinger, wie wohl der Verein während des Weltkrieges untersagt war und nicht tätig war. Weitere Obmänner waren seither Josef Manner jun. (1953 bis 1958), Rudolf Kling sen. (1958 bis 1962), Ing. Karl Manner (1962 bis 1994), Rudolf Kling jun. (1994 bis 2000), Josef Irsiegler (2000 bis 2019) und seit 2019 ist Erich Eder Obmann.
- Gernot Hueber (Schießsport), Bronzemedaille als Junior bei der Armbrust-Europameisterschaft auf 10 m (1991)
- Rudolf Kling (Schießsport), zweifacher Jugend-Staatsmeister mit dem KK-Gewehr sowie Teilnehmer bei einer Europa- (1957) und einer Weltmeisterschaft (1959), einmal Jugend-Staatsmeister mit dem Zimmergewehr (1958)
- Valentin Ladenbauer (Schießsport), Jugend-Vize-Staatsmeister mit dem KK-Gewehr (1959) und Vize-Staatsmeister in der KK-Mannschaft (1960)
- Karl Manner (Schießsport), Staatsmeister mit dem Zimmergewehr (1958, 1964), Armbrust-Staatsmeister (1975), Silbermedaillen bei Armbrust-Europameisterschaften (1963, 1969), Bronzemedaillen bei Armbrust-Europameisterschaften (1963, 1965, 1969), seit Oktober 2008 Ehrenringträger der Stadt Perg
- Andreas Mühlehner (Schießsport), 1. Rang als Jungschütze bei der österreichischen Armbrust-Staatsmeisterschaft (2006), Mannschaftsbronze bei der Armbrust-Weltmeisterschaft (2006, 2008)
- Karl Pissenberger (Schießsport), Bronzemedaille bei Armbrust-Europameisterschaften (1971, 1975), Österreichischer Meister in der OÖ. KK-Mannschaft (1989), zwei Goldmedaillen als Senior bei der KK-Staatsmeisterschaft 1991
- Alfred Schützeneder (Faustball) wurde 1965 und 1966 in den österreichischen Faustball Nationalkader berufen
- Martin Spindlberger (Schießsport), zweifacher Staatsmeister mit dem Luftgewehr und mit der 10-m-Armbrust (1990), Bronzemedaille in der Juniorenklasse als Jungschütze bei der Armbrust-Europameisterschaft (1990), Silbermedaille in der Mannschaft bei der Luftgewehr-Europameisterschaft (1994) und Junioren-Vizeweltmeister in der Mannschaft bei der Luftgewehr-Weltmeisterschaft (1994), Goldmedaille und damit Europameister im Teambewerb der Juniorenklasse 10 m bei der Armbrust-Europameisterschaft (1994)
- Hartmut Wahl (* 1975),(Schießsport), Österreichischer Meister bei den Jungschützen mit dem Luftgewehr mit neuem österreichischen Rekord (1992), Junior-Vize-Weltmeister in der Mannschaft bei der Armbrust-Weltmeisterschaft (1993), 1. Platz und inoffizieller Weltrekord mit dem Luftgewehr beim Internationalen Wettkampf in München (1994), Bronzemedaille als Junior und Silbermedaille in der Mannschaft bei der Luftgewehr-Europameisterschaft (1994), Junioren-Vize-Weltmeister allein und in der Mannschaft bei der Luftgewehr-Weltmeisterschaft (1994), Goldmedaille und damit Europameister im Teambewerb der Juniorenklasse 10 m bei der Armbrust-Europameisterschaft (1994), Silbermedaille bei der Armbrust-Europameisterschaft 10 m (1994), Rekorde in der Kombination stehend und kniend, insgesamt 11 Medaillen bei Europameisterschaft und Weltmeisterschaft innerhalb eines Jahres
- Richard Wollhofen (Schießsport), 2. Rang stehend beim Armbrust-Europacup (2000), 1. Rang bei der Armbrust-Staatsmeisterschaft in beiden Stellungen über 30 m und in der Kombination (2003), Bronzemedaille bei der Junioren-Weltmeisterschaft (2003), 1. Rang beim Armbrust-Europacup in der Juniorenklasse auf 30 m stehend (2006), Goldmedaille allein und in der Mannschaft bei der Armbrust-Staatsmeisterschaft (2006), Junioren-Vize-Weltmeister in der Kombination bei der Armbrust-Weltmeisterschaft (2006), Bronzemedaille auf 10 und 30 m und Mannschaftsbronze bei der Armbrust-Weltmeisterschaft (2008).